# Rayburn House Office Building
Rayburn House Office Building är en byggnad i området United States Capitol Complex i den amerikanska huvudstaden Washington, D.C. och är en av tre kontorsfastigheter för medlemmar i USA:s representanthus. Den ägs och underhålls av den federala myndigheten Architect of the Capitol. Byggnaden ritades av arkitektfirman Harbeson, Hough, Livingston & Larson och fastigheten stod färdig 1965. 
Byggnaden är namngiven efter talmannen Sam Rayburn.